# Santa Rita (Zulia)
Santa Rita es la capital del municipio homónimo en el estado venezolano del Zulia.

## Etimología
Su nombre hace referencia a Santa Rita de Casia.

## Localización
Se encuentra entre las poblaciones de Barrancas al norte, el lago de Maracaibo al oeste, Puerto Escondido al sur y la carretera Lara - Zulia al este.

## Economía
Su principal actividad económica es la pesca, especialmente de peces y camarones. Además, Santa Rita es conocida por sus tradicionales cepillados —helados elaborados con hielo molido y jarabes de sabores—, los cuales se ofrecen en una amplia variedad de opciones para todos los gustos.

## Restauraciones
Actualmente se encuentra en restauración el Balcón de Lola, una casa que se dice data de la época de la independencia de Venezuela y que el principal patrimonio arquitectónico del municipio, las investigaciones han descubierto restos de cerámica precolombina en el Balcón de Lola. También se está construyendo el centro cívico de Santa Rita el primer centro comercial del pueblo.

## Parques, Plazas y Paseos
Santa Rita cuenta con las plazas Pedro Lucas Urribarrí en honor al prócer local y la plaza Bolívar frente a la alcaldía. La plaza Bolívar es conocida por sus decoraciones navideñas que se encienden cada año que se han convertido en un atractivo turístico local, además de ser el lugar de las ferias locales, fue construida como plaza del Distrito Bolívar por lo que frente a la estatua del libertador se muestran los escudos de los desaparecidos distritos del Zulia.
Cerca de la entrada de Santa Rita desde Barrancas, hay un parque infantil.

## Características
Es una población pequeña con pocas calles, su calle principal es la avenida Pedro Lucas Urribarrí, que la conecta con los municipios Miranda y Cabimas y el Puente Sobre el Lago de Maracaibo, además conecta Santa Rita con otros pueblos del municipio como son Palmarejo, Barrancas, Puerto Escondido y el Mene. Tiene un hospital, varios ambulatorios, una terminal de pasajeros, muelles pesqueros.

## Sectores
Algunos sectores de Santa Rita son:
- Urbanización San Ignacio
- Urbanización Villas Las Leonas de Santiago
- Urbanización Don Antonio
- Urbanización Las Quintas
- Urbanización Nva Santa Rita
- Urbanización San Benito
- Urbanización Villa Rita

## Vialidad y Transporte
La Av. Pedro Lucas Urribarrí cuenta con numerosos reductores de velocidad, la Av. Independencia, parte de la Plaza Bolívar y conecta la Pedro Lucas con la Carretera Lara - Zulia.
Santa Rita cuenta con un terminal de pasajeros municipal entre la alcaldía y la iglesia frente a la plaza Bolívar el cual conecta la población con otros municipios algunas líneas de carros por puesto son:
- Santa Rita - Cabimas
- Santa Rita - Maracaibo

## Sitios de Referencia
- Plaza Bolívar. Av Pedro Lucas Urribarrí frente a la alcaldía y la iglesia.
- Plaza Pedro Lucas Urribarrí. Av Pedro Lucas Urribarrí.
- Terminal de pasajeros. Al lado de la alcaldía.
- Iglesia Nuestra Señora del Rosario de Aranzazú. Frente a la plaza Bolívar.